# 斯普鲁加的日出
《斯普鲁加的日出》是
義大利畫家卡罗·巴齐在1900年的畫作。此畫作在1900年於米蘭的會場上展出。 描绘了 Spluga 山的湖泊。 
该作品处于艺术家创作生涯的关键时期，标志着其在二十世纪初伦巴第画坛向更现代绘画语言过渡的转折点。 它确立了向现代语言的转型。Levata del Sole allo Spluga 被认为是自然主义观察与象征主义张力之间的综合之作。

## 批判性分析
该作品描绘了黎明时的高山景观，其中光线不仅是大气的体现，而且是构图的结构性元素。在这幅作品中，巴齐的绘画超越了十九世纪的伦巴第自然主义，进入一种氛围化和心灵化的视野，预示着后来将属于象征主义和米兰分离派的色彩与光线处理方式。构图的切割和黎明光线的运用，使该作品与同时期的欧洲艺术探索相呼应，从乔瓦尼·塞甘蒂尼到费迪南德·霍德勒，同时保持了意大利独特的风格特征。

## 描述
这是一幅尺寸宏大的绘画作品，展现了印象派的核心原则，但以意大利风格呈现。, 在明亮的氛围中，画面中出现了一幕小插曲：远处，一对情侣或许正在拥抱，或许只是站在岸边的船旁的镜子前，而一个年轻女子则在他们前面走着，象征着理想中的对立。画面呈现了一个美丽的清晨，正值斯普鲁加山脚下的湖泊日出时刻，湖面未被雾气笼罩，但仍朦胧不清，一些细节因此被描绘得模糊不清。
前景中，两艘小船呈对角线排列，停靠在岸边，空无一人。背景中，两艘展开的帆船象征着对偶。湖上方是峭壁峦峰，被朝霞染红，缓慢融入天空，发出摇曳的橙色光芒，倒映在水面上，从未被任何波浪所打扰，均匀地覆盖整个景色，与右上角山顶上冰雪绘制的坚硬图案形成鲜明对比。最后，在右下角，画面斜斜地签署着大大的“Bazi”字样。

## 国际展览

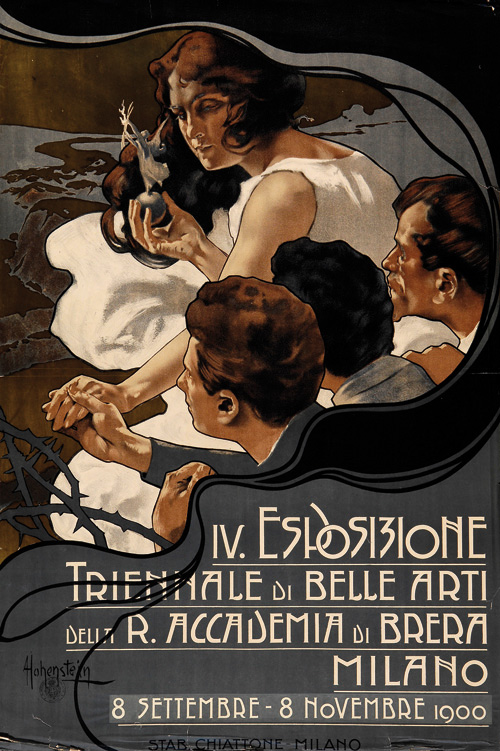
1900年布雷拉展的海报

- 1900年意大利美术三年展

### 評論分析
《Levata del Sole allo Spluga》被認為是卡洛·巴齊（Carlo Bazzi）創作生涯中最具代表性的作品之一，也是倫巴第地區繪畫由自然主義過渡至具有象徵性與氛圍表現風格的重要見證。該作品於1900年義大利美術三年展中於布雷拉美術學院（Accademia di Belle Arti di Brera）展出，以壯麗的阿爾卑斯山風景為主題，透過晨曦之光構建敘事與詩意結構。畫面展現了與印象派光影研究相似的手法，卻更強調真實主義深度與對意大利北部地形的在地連結。評論界指出，該畫是二十世紀初義大利風景畫的重要典範，象徵性地預示了未來主義之前對光與空氣的探索方向。作品尺寸為97×145公分，其參展紀錄與類似作品在藝術市場上的稀有性，使其成為重新評價義大利後浪漫繪畫的重要範例。

## 作品分析
在巴齐的作品中，他在米兰大教堂创作的艺术玻璃窗，作为他利用窗户间过滤的光线作为表现手段的杰出示例。同样，在画作《斯普卢加日出》中，巴齐将光线作为主题，将其表现转化为一种感官和情感的体验。这种方法反映了现实主义艺术的原则，即珍视对现实的真实和准确的描绘。
米兰大教堂的艺术玻璃窗，以其丰富的色彩和反射与透明度的变化，营造出一种空灵而引人入胜的氛围，将观众带入光与色彩的世界。类似地，在画作中，巴齐不仅仅是简单的形象描绘，而是试图捕捉清晨云彩和阳光在水面上的光芒本质。这种不加修饰地呼唤现实的做法是现实主义艺术的另一个关键因素，旨在以现实的样子呈现生活，没有理想化。
色调的渐变和冷暖色调的搭配，与米兰大教堂的艺术玻璃窗相似，也出现在画作中，赋予作品生动和色彩深度，这提醒了艺术家通过巧妙运用颜色创造光影效果的精湛技艺。对细节和颜色的准确描绘的关注，是现实主义艺术的典型特征，旨在以高度精确捕捉日常生活。
此外，巴齐的作品显示出对现实细节的真实表现的特别关注，这是朱塞佩·贝尔蒂尼风格的典型特征。这进一步加强了他对现实主义艺术原则的奉行，并增强了他向观众提供真实而引人入胜的视觉体验的能力。

### 引用
1. ↑  Agostino Mario Comanducci. Pittori italiani dell'Ottocento: dizionario critico e documentario, 1933, Milano, Ed. Casa Editrice Artisti d'Italia, p.42]
2. ↑  Agostino Mario Comanducci.  （页面存档备份，存于） Dizionario illustrato pittori e incisori italiani moderni, III ediz. Milano]
3. ↑  《布雷拉三年展目录》，米兰，1900年，布雷拉美术学院历史档案馆。
4. ↑  Valerio Terraroli, 《十九世纪意大利绘画》, Electa, 米兰, 1991年。
5. ↑  Chiara Gatti, 《象征主义风景与高山现代性》，载《十九至二十世纪的伦巴第艺术》，斯基拉出版社，米兰，2012年。
6. ↑  Agostino Mario Comanducci. Dizionario illustrato dei pittori e incisori italiani moderni, Seconde édition révisée de L. Pelandi, Milan, 1945, Ed. Ovem, p.48]
7. ↑  H. Vollmer, Kunslerlex, 1953, p. 142
8. ↑  《1900年第四屆義大利美術三年展》官方圖錄，米蘭。
9. ↑  Oxford Art Online，《Carlo Bazzi》條目。